# دوبه هیوز ماینینگ
دوبه هیوز ماینینگ (به انگلیسی: Hughes Mining Barge) یک زیردریایی بود که طول آن ۳۲۴ فوت (۹۹ متر) بود. این زیردریایی در سال ۱۹۷۴ ساخته شد.